# Thảm sát Akihabara
Thảm sát Akihabara (秋葉原通り魔事件 Akihabara Tōrima Jiken) diễn ra vào trưa 8 tháng 6, 2008 khi một người đàn ông đã cầm dao đâm liên tiếp làm chết 7 người và hơn 10 người khác bị thương ngay giữa trung tâm Tokyo.
Hung thủ là Katō Tomohiro 25 tuổi bị bắt ngay sau vụ giết người hàng loạt khi máu còn chảy ròng trên mặt. Phát ngôn viên cảnh sát Tokyoa cho biết: "Hung thủ nói mình tới Akihabara để giết người vì đã quá mệt mỏi với cuộc sống". Bảy người thiệt mạng dưới bàn tay nghi phạm này có 6 đàn ông ở độ tuổi từ 19 đến 74 và một cô gái 21 tuổi.

## Thảm sát đẫm máu trên đường phố Tokyo
Hung thủ lái chiếc xe tải đi thuê đâm vào giữa đám đông đầu giờ chiều ngày 8 tháng 6, rồi nhảy xuống gào thét và vung dao đâm loạn xạ. Có đến 17 người đi đường bị đâm. Một nhân chứng người Anh tới hiện trường ngay sau vụ thảm sát tường thuật: "Tôi có thể nhìn thấy rõ sự chém giết, người nằm la liệt khắp nơi. Một số người còn tỉnh còn một số khác thì không và họ nằm cả trên đường lẫn bên cạnh. Có rất nhiều người kéo đến xem".
Một người khác cũng chứng kiến những gì xảy ra thì kể: "Gã đàn ông đã nhảy chồm lên một người mà hắn ta đã lao xe vào, rồi đâm ông ấy nhiều nhát bằng dao. Sau đó hắn bước về phía nhà ga Akihabara và đâm chém những người ở gần một cách vô thức".
Vụ thảm sát xảy ra tại quận trung tâm Akihabara, một khu vực thương mại nhộn nhịp ở Tokyo và được biết đến là Thành phố Điện. Đây là địa chỉ rất quen thuộc đối với giới trẻ và du khách và là nơi chuyên buôn bán các loại đồ điện tử, truyện tranh, trò chơi điện tử và các kiểu thời trang đặc biệt.
Trong những năm trước đó, án mạng liên quan đến dao gia tăng một cách bất thường tại Nhật.

## Hung thủ

### Tiểu sử
Katō Tomohiro (加藤智大 Katō Tomohiro) (sinh ngày 28 tháng 9 năm 1983) lớn lên trong một căn nhà vùng nông thôn Aomori, Honshu. Bố là giám đốc trong một công ty tài chính. Điểm số của Kato khi còn học tiểu học vượt xa các bạn cùng học và y là một trong những học sinh trong đội điền kinh đứng đầu của trường. Lên trung học, y theo học trường Trung học Tsukada, trở thành hội trưởng câu lạc bộ tennis của trường. Sau khi vào học cấp 3 tại trường chuyên Amori, Kato bắt đầu cư xử bạo lực khi ở nhà. Kato không được các bạn trong lớp chú ý và thứ hạng học tập của y giảm xuống thứ 300 (trên tổng số 360 học sinh trong lớp). Y thi trượt kì thi tuyển vào đại học Hokkaido danh tiếng, và sau đó thì theo học thành thợ cơ khí tại trường cao đẳng Cơ khí Tự động Nakanihon. Y được thuê làm công nhân tạm thời tại một nhà lắp ráp thiết bị tự động tại trung tâm thành phố Shizuoka, tuy nhiên sau đó thì y nhận được thông báo y thuộc diện bị cắt giảm nhân lực vào cuối tháng 6.
Kato không hòa thuận với bố mẹ và rất ít khi về nhà. Trong một cuộc phỏng vấn, anh trai của Kaito đã tiết lộ rằng bố mẹ họ đã đặt áp lực rất lớn vào con mình để khiến họ phải đạt được thành tích vượt bậc trong học tập. Bố mẹ họ còn bắt con mình phải làm lại bài tập bằng cách khó hơn ở mức độ cao hơn để gây ấn tượng với các giáo viên trong trường. Người anh trai cũng nhớ lại có một lần Kaito bị bắt phải ăn đồ ăn thừa trên sàn nhà. Một người hàng xóm của gia đình Kaito cũng mô tả hình phạt của bố mẹ Kaito là bắt y đứng ngoài trời mùa đông rét buốt hàng giờ liền. Trước khi y tuyên bố về vụ tấn công, những bài đăng trên mạng của y chứa đựng những lời chỉ trích nặng nề về cách giáo dục của bố mẹ y. Do ngập trong nợ nần và với suy nghĩ rằng mình đã bị gia đình bỏ rơi,vào năm 2006, Kato đã cố tự tử bằng cách lái xe đâm vào tường nhưng không thành.

### Cảnh báo về vụ giết người của y
Katō từng gửi nhiều tin nhắn từ điện thoại di động lên một trang thông tin hé lộ về kế hoạch giết người. Chỉ vài giờ trước khi ra tay, y gửi một tin có dòng tít: "Tao sẽ giết người ở Akihabara" và có nội dung: "Tao muốn lao xe vào bọn họ và nếu không có tác dụng, tao sẽ dùng dao. Tạm biệt tất cả các ngươi". Hai mươi phút trước khi vụ tấn công diễn ra, Katō gửi thêm một tin nữa, trong đó nói: "Đã đến lúc rồi".
Katō khai rằng động cơ vụ sát nhân là do đã "chán ghét thế giới", nhưng các nhà điều tra đã tìm hiểu nguyên nhân thực sự cũng như tại sao hắn ta chọn Akihabara và có phải y lên kế hoạch từ vài ngày trước hay không.

### Nạn nhân chết
- Kazunori Fujino (藤野和倫, 19 tuổi)
- Takahiro Kawaguchi (川口隆裕, 19 tuổi)
- Katsuhiko Nakamura (中村勝彦, 74 tuổi)
- Naoki Miyamoto (宮本直樹, 31 tuổi)
- Mitsuru Matsui (松井満, 33 tuổi)
- Kazuhiro Koiwa (小岩和弘, 47 tuổi)
- Mai Muto (武藤舞, 21 tuổi)

## Điều tra
Theo các chuyên gia tâm lý học, Kato có lẽ đã phải chịu những áp lực nặng nề về tâm lý. Qua các thông điệp của Kato, các điều tra viên nhận định y đã thể hiện bản thân như một người kém may mắn và cuộc sống luôn chìm trong chuỗi bất hạnh triền miên.
Trong cuộc họp báo ngày 9 tháng 6, Chánh văn phòng Nội các Nhật, Nobutaka Machimura, cho hay, Chính phủ đang xem xét thắt chặt quy định kiểm soát sử dụng súng và dao.
Các con dao đã được mua hai ngày trước cuộc tấn công từ một cửa hàng đồ dùng quân đội tại Fukui vào khoảng 12:40 trưa. Kato dành khoảng 20 phút trong cửa hàng, mua một cây chống đỡ kính thiên văn và một đôi găng tay da, trong khi camera quan sát của cửa hàng quay anh ta nói và cười với người bán hàng và biểu diễn các cách đâm. Kato đến Akihabara một ngày trước khi hành động để bán máy tính cá nhân của mình và một số phần mềm để lấy tiền thuê xe.
Bộ luật của Thủ tục Tố tụng Tội phạm Nhật giới hạn cảnh sát hình sự của việc bị bắt giam đến 48 giờ, và các giới hạn tố của thời gian 24 giờ trước khi nộp phí chống lại hoặc yêu cầu giam giữ hoặc trả tự do việc chuyển giao nghi can; thời hạn giam (bắt đầu bằng ngày yêu cầu) được giới hạn đến 10 ngày, mà mở rộng trên điều kiện không thể tránh được giới hạn đến thêm 10 ngày để nghi ngờ là án mạng.

## Phản ứng
Vụ thảm sát do Katō gây ra khiến cả nước Nhật kinh hoàng, nhưng các chuyên gia tội phạm học cho rằng đây chỉ là một ví dụ nữa, về một thanh niên cảm thấy bất mãn với vị trí của mình trong xã hội. Đây là vụ vô cớ giết người thứ ba ở Nhật trong năm 2008.
"Mọi người đều nói rằng Nhật là đất nước an toàn, nhưng giờ đây tôi không chắc điều đó còn đúng hay không", Sayaka Itoda, một phụ nữ trẻ đến đặt hoa tưởng nhớ các nạn nhân, cho biết.
Dù giới chức chưa xác định chính xác động cơ gây án của Kato, ông Akira Sakuta, giáo sư tội phạm học thuộc Đại học Ageo ở Saitama, đoán rằng y thuộc kiểu người thường đổ lỗi cho xã hội đã gây ra cuộc sống bất ổn và công việc thấp kém.
"Hẳn đã có gì đó không thuận sau khi y tốt nghiệp phổ thông, và y nhận thấy rằng thế giới thực rất khó hăn", Sakuta nhận xét. "Y có thể đã muốn tự sát. Ý muốn đó đôi khi chuyển thành chuyện giết người. Chắc rằng hồi nhỏ y đã được nhiều người chú ý, nên y nghĩ rằng phải làm gì đó để lấy lại sự chú ý của mọi người".
Có nhiều thanh niên Nhật Bản ích kỷ và thiếu chín chắn, và bạo lực chính là sự thể hiện điều đó.
"Khi sự việc không diễn ra như họ mong muốn, họ đổi lỗi cho những người xung quanh", giáo sư giải thích, và thêm rằng trong nhiều trường hợp thì cha mẹ của những thanh niên bạo lực đã không thể hướng dẫn con cái mình cách kiềm chế bản thân.
Trùng quan điểm với Sakuta, giáo sư tâm lý học Masafumi Usui thuộc Đại học Niigata Seiryo cho rằng kẻ cuồng sát có thể đã bất mãn với vị trí của y trong xã hội, ghen tức với những người cùng lứa tuổi có công việc và cuộc sống tốt đẹp hơn.
"Ngày nay một số thanh niên không nỗ lực để đạt mục đích của mình, họ cho rằng làm những công việc lương thấp là hèn kém", Usui nói. "Họ không hài lòng với những nghề nghiệp thông thường. Họ nhất định muốn trở thành thứ gì đó thật đặc biệt".
Những thanh niên không cảm nhận được tình yêu của cha mẹ, bạn bè hay thầy cô giáo dành cho họ cũng thường dùng đến bạo lực. "Đó là mặt trái của một xã hội giàu có, trong đó cha mẹ dễ chiều và làm hư con cái", Usui nhận xét. "Nếu bọn trẻ không cảm thấy được yêu chiều, chúng liền nổi cáu" và bất mãn với bản thân.
Khoảng cách giàu nghèo trong xã hội cũng là một trong những yếu tố gây nên các cuộc chém giết vô cớ mà trong đó thanh niên là thủ phạm, trong những năm gần đây, Susumu Oda, nhà tâm lý học ở Osaka nhận xét.
"Giới trẻ cảm thấy họ đang đứng ở chân tường, không có cách nào thoát ra được", ông nói. Kẻ cuồng sát Kato có thể đã cảm thấy cô độc khi sống trong căn nhà tập thể của nhà máy. Đối với những kẻ như vậy, hành động giết người có thể là cách để cảm thấy được tham gia vào xã hội và đạt mục tiêu cá nhân, Oda phân tích.
Còn có những phỏng đoán về việc tại sao Kato chọn nơi thực hiện hành động thảm sát là ở khu Akihabara. Đây là thánh địa của đồ điện tử và các người hâm mộ hoạt hình của Nhật. Kato nghĩ người hâm mộ là các thành viên tích cực của xã hội nên nhắm vào họ để chém giết; hoặc giả y chọn khu này bởi bản thân là một kẻ nghiện mạng lưới.

## Kết tội
Vào ngày 24 tháng 3 năm 2011, Kato bị Tòa án quận Tokyo kết án tử hình sau khi thấy y có trách nhiệm hoàn toàn cho vụ tấn công. Tháng 9 năm 2012, Tòa án cấp cao Tokyo giữ án tử hình sau khi kháng cáo. Kato đã bày tỏ sự hối hận về vụ thảm sát rằng y "muốn xin lỗi những người đã mất, bị thương và gia đình của họ". Khi bắt đầu xin tội, y nói y "biết hắn là thủ phạm mặc dù [hắn] không có ký ức vài phần của vụ việc". Và cũng 10 năm sau đó, Tòa án Tối cao xác nhận thi hành án tử hình vào ngày 26 tháng 7 năm 2022.

## Các sự kiện liên quan hoặc tương tự
Vụ đâm dao đã xảy ra đúng bảy năm sau vụ thảm sát trường học Osaka, trong đó tám học sinh tiểu học bị giết. Năm 2008, cũng đã có án mạng bằng dao ngẫu nhiên do Kanagawa Masahiro gây ra, ở quy mô nhỏ hơn. Thủ tướng Fukuda Yasuo, đã thăm hiện trường một tuần sau vụ thảm sát để cầu nguyện cho các nạn nhân, nói rằng ông "lo rằng các vụ án tương tự xảy ra khoảng 10 lần một năm tại Nhật Bản." Theo Cơ quan Cảnh sát Quốc gia, 67 vụ tấn công ngẫu nhiên tương tự đã xảy ra từ 1998 đến 2007. Vụ thảm sát của Kato được báo cáo là "vụ án tồi tệ nhất" kể từ Thế chiến thứ hai "theo số người chết".
Vài ngày sau vụ tấn công, cảnh sát đã bắt vài người tuyên bố ý định thực hiện các vụ tương tự ở nơi khác tại Nhật Bản, bao gồm một người đã bày tỏ ý định lên trang diễn đàn nhắn tin 2channel nổi tiếng. Vào ngày 22 tháng 6, ba cô gái bị thương bởi một kẻ tấn công nữ ở nhà ga Osaka; một người phụ nữ 38 tuổi sau đó thú tội tấn công 2 trong các nạn nhân bằng dao cạo. Một người đàn ông 19 tuổi đăng đe dọa lên Internet về việc thực hiện một vụ đâm tàn sát ngày 15 tháng 6 tại Tokyo Disney Resort bị cảnh sát bắt. Từ ngày 8 đến 23 tháng 6, 12 người đã bị bắt, và 5 người bị cảnh cáo, vì đăng tin đe dọa. 17 người liên quan đến các tin đe dọa có độ tuổi từ 13 đến 30. Vào ngày 26 tháng 6 năm 2008, cảnh sát khống chế và bắt một người đàn ông bị phát hiện cầm theo dao tại Akihabara.
Tháng 5 năm 2019, một vụ đâm dao ở Kawasaki, tỉnh Kanagawa làm ít nhất 2 người chết.